# Falculopsis multistriata
Falculopsis multistriata är en fjärilsart som beskrevs av Paul Dognin 1913. Falculopsis multistriata ingår i släktet Falculopsis och familjen mätare. Inga underarter finns listade i Catalogue of Life.